# Брянск (Бурятия)
Брянск — село в Кабанском районе Бурятии. Входит в сельское поселение «Брянское».

## География
Расположено на федеральной автомагистрали Р258 «Байкал», на левобережье реки Селенги (0,5—1 км от основного русла), в 15 км к востоку от районного центра — села Кабанска; северо-восточным краем примыкает к селу Тресково — центру сельского поселения «Брянское». Вдоль юго-восточного края села проходит Транссибирская магистраль с находящейся здесь станцией Селенга Восточно-Сибирской железной дороги.

## История
Селение основано, предположительно, в 1655 году казаками Брянскими и Бурлаковыми, основавшими заимки по левому берегу Селенги. Из исторических документов известен Ивашко Брянской.
Михаило-Архангельская церковь деревянная, двухэтажная, построена в 1843 году. С 1863 года в Архангельской церкви села служил священник Яков Сахаров, прибывший из Тульской епархии.

## Население
В 1900 году в селе проживало более 1500 человек.
| 2002 | 2010  |
| ---- | ----- |
| 989  | ↗1075 |

## Люди, связанные с селом
- Истомин, Василий Иннокентьевич (1918—1943) — Герой Советского Союза, уроженец села;
- Попов, Александр Петрович (1950—2021) — доктор ветеринарных наук, профессор, ректор Бурятской Государственной Сельскохозяйственной Академии им. В. Р. Филиппова (1997—2013).